# Катран понтийский
Катра́н понти́йский, или Катран черномо́рский (лат. Crámbe póntica) — растение, вид рода Катран семейства Капустные.

## Ареал и среда обитания
Европейско-средиземноморский вид. Произрастает на морских побережьях Европы, Западного Предкавказья и Кавказа, Средиземноморья, Азово-Черноморья. В России растёт в Ростовской области и Краснодарском крае. Предпочитает настоящие степи, приморские пески и ракушечник.

## Описание
Многолетнее растение. Высота от 40 до 60 см.
Стебель сильно разветвлённый, имеет шаровидный[уточнить] вид, прочный, ветвистый.
Листья большие, мясистые удлинённо-эллиптические, неравномерно лопастные, у корней — перистолопастные.
Плод — стручок. Верхний членик стручочка 6—7,5 мм длиной, 5—8,5 мм шириной.
Цветёт в мае — июне.

## Охрана
Включён в Красную книгу Ростовской области в России и в Красные книги Севастополя и Харьковской области Украины.

## Хозяйственное значение и применение
Медонос.